# 两广杨桐
两广杨桐（学名：Adinandra glischroloma）为山茶科杨桐属下的一个种。

## 扩展阅读
維基物種上的相關：两广杨桐